# Исси-ле-Мулино
Исси́-ле-Мулино́ (фр. Issy-les-Moulineaux) — город и муниципалитет во Франции, в регионе Иль-де-Франс, департамент О-де-Сен. Входит в метрополию Большой Париж. Население: 62 175 человек (2009). По данным за 1990 год муниципалитет с населением 46 127 человек, а плотность населения составляет 10 853 чел./км² (в числе 1287 муниципальных образований в регионе Иль-де-Франс Исси-ле-Мулино занимает 38-е место по численности населения, но с точки зрения площади — 734 место).
Исси-ле-Мулино изначально был городом с развитой тяжелой промышленностью, однако сегодня это деловой центр. Здесь расположены штаб-квартиры таких компаний, как Accor (гостиничный бизнес), Eutelsat (спутниковая связь), Orange (сотовая связь), Eurosport (телекомпания), Amaury Sport Organisation (организатор спортивных мероприятий), Groupe Canal+ (медиахолдинг), Nadeo (разработчик компьютерных игр), Sodexo (кейтеринг), DPDgroup (экспресс-доставка), Withings (электроника).